# Let 'em Have It
Let 'em Have It is een Amerikaanse misdaadfilm uit 1935 onder regie van Sam Wood.

## Verhaal
Mal Stevens, Van Rensseler en Tex Logan zijn drie jonge federale agenten. Ze slagen erin de ontvoering te verijdelen van Eleanor Spencer. Vervolgens wordt Mal verliefd op haar, ondanks een meningsverschil over de betrokkenheid van haar chauffeur bij de ontvoering. Ook de jongere broer van Eleanor, die aldoor wil meedoen met de agenten, is een bron van spanning.

## Rolverdeling
| Acteur                 | Personage         |
| ---------------------- | ----------------- |
| Richard Arlen          | Mal Stevens       |
| Virginia Bruce         | Eleanor Spencer   |
| Alice Brady            | Tante Ethel       |
| Bruce Cabot            | Joe Keefer        |
| Harvey Stephens        | Van Rensseler     |
| Eric Linden            | Buddy Spencer     |
| Joyce Compton          | Barbara           |
| Gordon Jones           | Tex Logan         |
| J. Farrell MacDonald   | Mijnheer Keefer   |
| Bodil Rosing           | Mevrouw Keefer    |
| Paul Stanton           | Afdelingshoofd    |
| Hale Hamilton          | Ex-senator Reilly |
| Robert Emmett O'Connor | Politiechef       |
| Dorothy Appleby        | Lola              |
| Barbara Pepper         | Milly             |